# Генрик Орлеан
Генрик (Хаскель) Орлеан (пол. Henryk (Chaskel) Orlean; 12 червня 1874, Краків — близько 1942)) — польський архітектор єврейського походження. Член польської незалежницької організації (пол. Naczelny Komitet Narodowy).

## Біографія
Народився 12 червня 1874 року у Кракові. У 1900 році закінчив будівельне відділення Краківської художньо-промислової школи. Відтоді удосконалював знання у Віденській художньо-промисловій школі, водночас проходив практику в будівельних фірмах Ф. Фельнера, Г. Гельмера, О. Марморека. Від 1906 року працював у Львові в архітектурній фірмі Іполіта Слівінського, де керував проєктуванням житлових та громадських споруд. 1909 року отримав право на самостійне будівництво у Львові, відкрив власне Інженерно-будівельне бюро на вул. Подлевського (нинішня вулиця Гребінки), 9, пізніше переїхало в будинок на вулиці Сикстуській, 43б (нинішня вулиця Дорошенка). Під час німецької окупації застрелений німецьким офіцером у власній квартирі на вулиці Сикстуській, 41 (нинішня вулиця Дорошенка).
Використовував елементи готики, бароко та неомусульманського стильового напряму, єврейські мотиви, модернізовані ренесансні і романські форми, стиль модерн та інше.

## Споруди у Львові
- Житловий будинок Хальберів[1] на вулиці Полтв'яній, 5 (нинішній проспект Чорновола, 13, 1907, пізніше втрачений)[7].
- Дві докорінні реконструкції житлового будинку на площі Ринок, 12 у 1908 і 1920 роках[8].
- Кам'яниця Обухівська на нинішній вулиці Вірменській, 4. Проєкт пристосування партеру під торгові приміщення (1909)[9].
- Неоромантична вілла С. Квятковської на вул. Квятківка (нинішня вулиця Дмитра Грицая), 7 (1909–1910)[10].
- Житловий будинок на вул. Кльоновича, 3. Проєкт пристосування першого поверху під магазин (1910)[11].
- Перебудова 1-го поверху будинку Ф. Френкеля на вул. Кльоновича, 6 під крамницю (1910)[12].
- Реконструкція будинку на вул. Кльоновича, 8 для розташування приватного ліцею Ф. Діттнер (1910)[1].
- Житловий будинок на нинішній вулиці Коновальця, 11б (1911)[13].
- Оздоблення фасаду кам'яниці Б. Чиша на вул. Шопена, 7 (1911)[1].
- Житловий будинок на вулиці Городоцькій, 117 (1910—1911, співавтор Едвард Скавінський, скульптор Зиґмунт Курчинський). Поєднує в собі риси неороманського та неомавританського стилів[14].
- чиншова кам'яниця Я. Шмаля на вул. 29 Листопада (нинішня вул. Є. Коновальця), 11б (1911)[1].
- Нереалізований проєкт перебудови житлових будинків № 5, 7, 9 на вулиці Хмельницького (1911). На їхньому місці збудовано нові модерністичні, за проєктом Адольфа Піллера[15].
- Перебудова театру «Colosseum» на вул. Сонячній (нинішня вул. Пантелеймона Куліша, 23; 1920-ті роки, не зберігся)[1].
- Житлові будинки для робітників АТ рафінерії спирту на вул. Богданівка, 8–12 (нинішня вулиця Городоцька, 132).
- Реконструкція синагоги «Хасидим Шуль» (1919)[16].
- Надбудова четвертого поверху житлового будинку Юзефа і Ружі Стриєрів на вул. Асника (нинішня вул. Академіка Богомольця), 10 (1928)[17].

Галерея робіт Генрика Орлеана
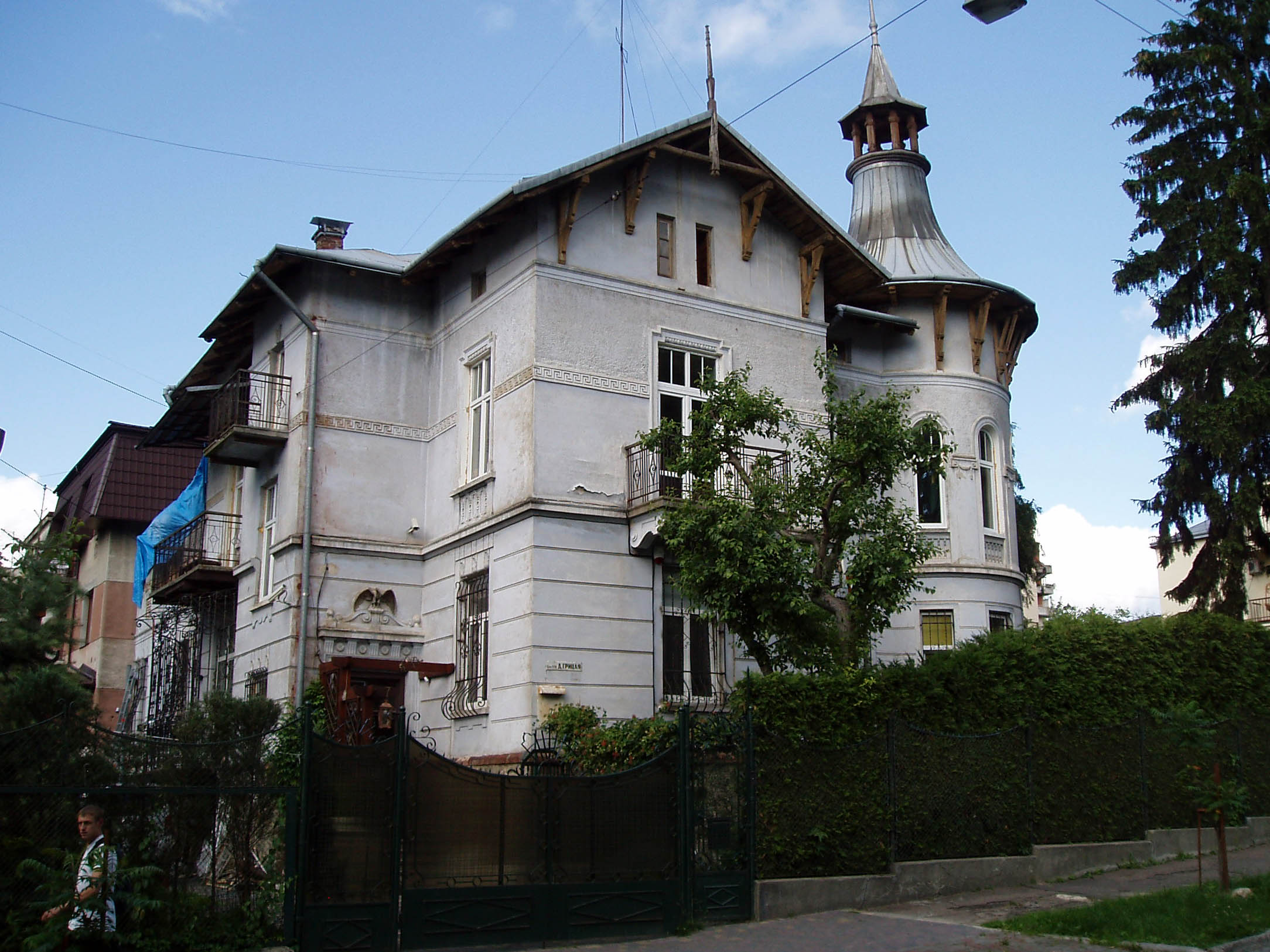
Вілла С. Квятковської (вул. Грицая, 7)
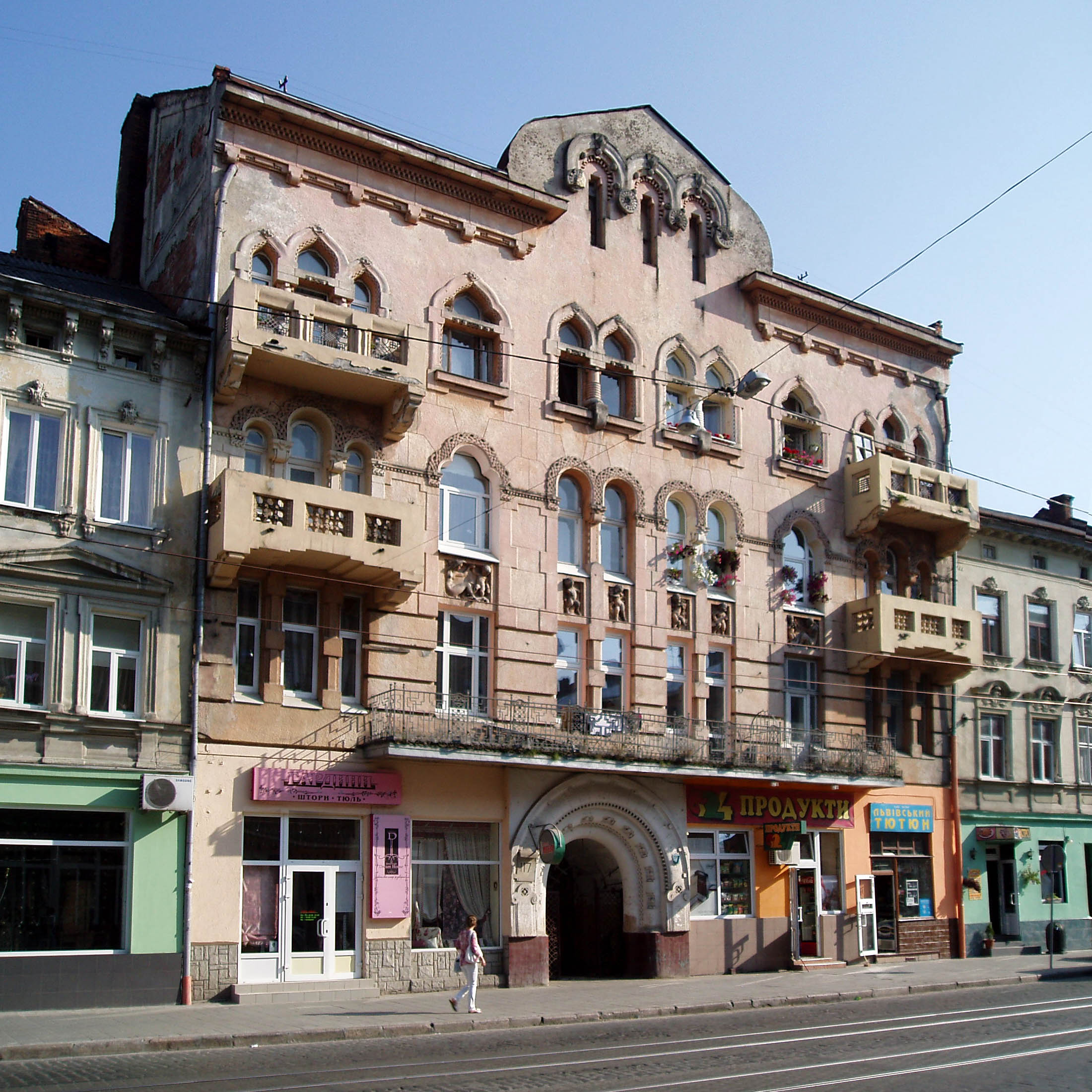
Житловий будинок (вул. Городоцька, 117)
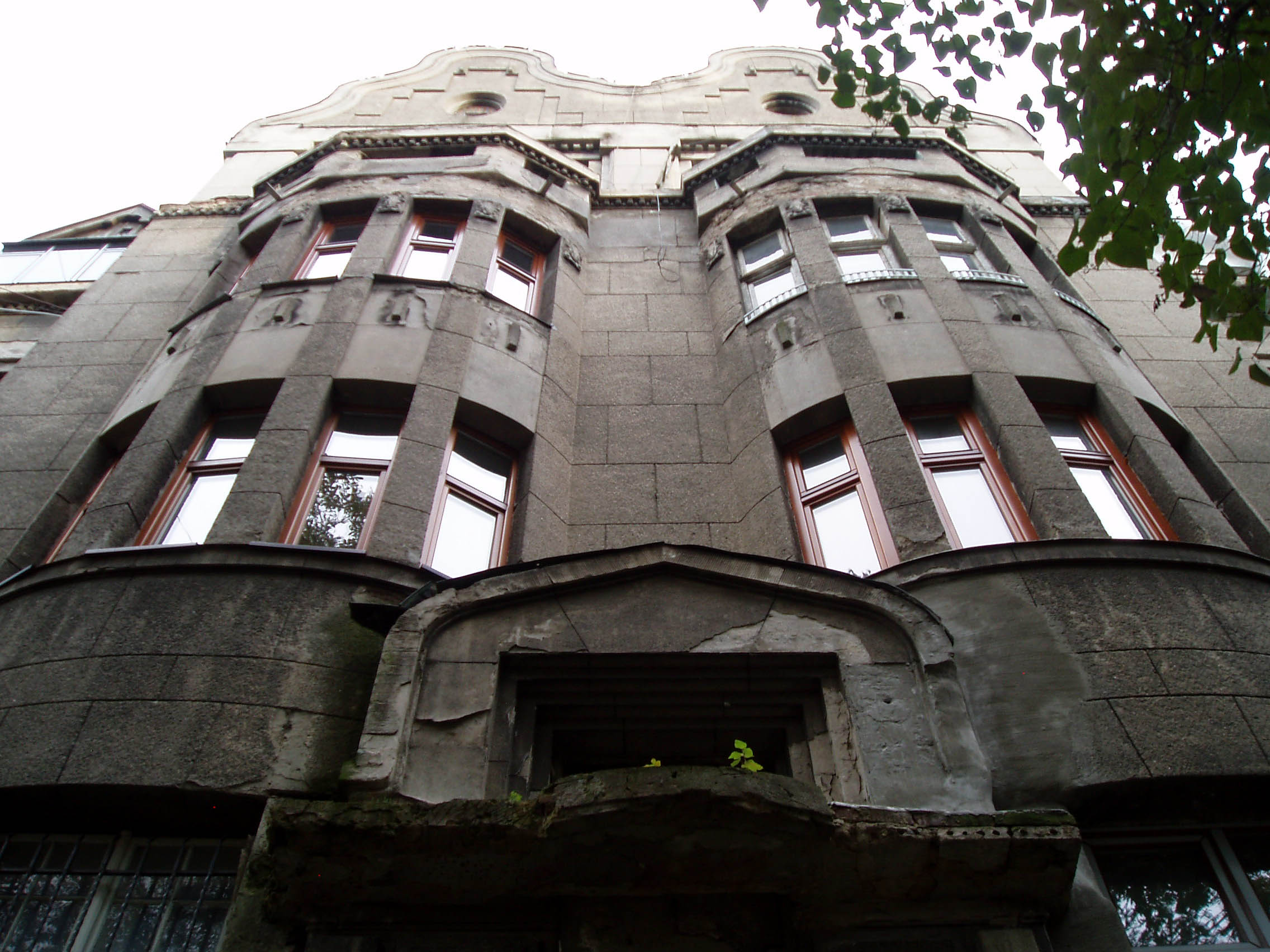
Чиншова кам'яниця Я. Шмаля (вул. Коновальця, 11б)